# 33197 Charlallen
33197 Charlallen è un asteroide della fascia principale. Scoperto nel 1998, presenta un'orbita caratterizzata da un semiasse maggiore pari a 3,1591311 UA e da un'eccentricità di 0,1133452, inclinata di 2,95950° rispetto all'eclittica.